# Arthur Fauville
Arthur Fauville (Bruxelles, 25 febbraio 1894 – Heverlee, 18 dicembre 1974) è stato uno psicologo belga.

## Biografia
Iscritto all'Istituto superiore di filosofia dell'Università Cattolica di Lovanio, dal 1918 lavorò al laboratorio di psicologia diretto da Albert Michotte e il nove luglio 1921 conseguì il dottorato in filosofia con una tesi di psicologia sperimentale intitolata "Studio sulla localizzazione cinestestica delle sensazioni visive", scritta sotto la supervisione di Michotte. Questi, spinto dal cardinal Désiré-Joseph Mercier il quale aveva il sostegno del rettore Paulin Ladeuze, andava organizzando nello stesso periodo l'istituzione di una scuola di pedagogia e psicologia all'Università di Lovanio e vedeva in Fauville una valida figura di docente nella futura scuola.
Nel 1922, dunque, al fine di completare la propria formazione nel campo della psicologia dell'educazione, Fauville si recò negli Stati Uniti d'America: all'Università Cornell studiò per un anno sotto Edward Titchener e Robert Morris Ogden, visitò il Teachers College dell'Università della Columbia — dove conobbe Edward Lee Thorndike —, l'Università di Harvard, l'Università di Chicago, l'Università Cattolica d'America e la Scuola di riabilitazione dalla disabilità intellettiva di Vineland.
Con l'apertura da parte di Michotte della Scuola di pedagogia e di psicologia applicata all'educazione nel 1923, a Fauville fu affidato l'insegnamento e la ricerca di psicopedagogia e l'incarico di segretario: in questo istituto insegnò in particolare l'enciclopedia della psicologia, la psicologia individuale, la statistica psicologica, la psicologia infantile e adolescenziale e la psicologia dei bambini anormali e delinquenti. Del 1925 è la sua nomina a professore ordinario.
Di questo periodo è la pubblicazione di due studi scientifici sulla Rivista di filosofia neo-scolastica di cui fu segretario dal 1926 al 1930: il primo approfondiva "Il posto di James nell'evoluzione della psicologia contemporanea", mentre il secondo si concentrava sulle "Concezioni attuali dello sviluppo psichico".
Nel 1927, alla morte di Désiré Nys, fu incaricato di succedergli nell'insegnamento di «Psicologia generale e psicologia filosofica» nel corso di baccellierato della Facoltà di filosofia e lettere; con la riforma dei programmi, avvenuta nel 1928, questo insegnamento cambiò il nome in «Introduzione alla psicologia ed elementi di psicologia razionale». Tenne, inoltre, l'insegnamento di psicologia sperimentale e le esercitazioni didattiche previsti dal programma per chi avrebbe insegnato nell'istruzione secondaria superiore. All'Istituto superiore di filosofia gli fu assegnato l'insegnamento «Domande approfondite di psicologia filosofica» del corso di laurea.
Nel 1931 fondò il laboratorio di psicopedagogia e nel 1935 istituì, in collaborazione con la Facoltà di medicina, un servizio di consulenza per bambini.
Membro della Società filosofica di Lovanio, lasciò il ruolo di segretario della Scuola di pedagogia e di psicologia applicata all'educazione nel 1941; con la trasformazione di quest'ultima in Istituto di psicologia applicata e di pedagogia nel 1944, Fauville fu nominato suo presidente nel 1952.
Dopo aver abbandonato ogni incarico ed esser stato collocato a riposo per sopraggiunti limiti di età nel 1964, fu nominato professore emerito.

## Opere
- Arthur Fauville, Element de psychologie de l'enfant et de l'adolescent, Lovanio, E. Nauwelaerts, 1948.